# Attila av Zamora
Attila av Zamora (även känd som Attilanus), född i Tarazona omkring 850, död efter 920 i Zamora, var den förste biskopen av Zamora i nordvästra Spanien.
Tillsammans med biskopen av León, Froilán, grundade han ett flertal kloster i regionen och blev även berömd för sin omsorg om de behövande. Av påven Urban II helgonförklarades han 1095.